# Abdesalam Kames
Abdesalam Kames (12 de abril de 1974) é um ex-futebolista profissional líbio que atuava como meia.

## Carreira
Abdesalam Kames representou o elenco da Seleção Líbia de Futebol no Campeonato Africano das Nações de 2006.